# Pimkie
Pimkie est une enseigne de prêt-à-porter française pour femmes, fondée en 1971.
Elle a fait partie de l'Association familiale Mulliez (AFM) via le groupe de prêt-à-porter roubaisien Fashion Cube jusqu'à octobre 2022. Elle est exploitée par deux entités juridiques distinctes : Diramode et Promotion du Prêt à Porter.
Après une longue période d'expansion et un pic de présence établi en 2018 à 716 magasins dans trente pays, l'enseigne connaît des difficultés à partir de fin 2009. En octobre 2022, l'enseigne Pimkie est vendue par AFM à trois investisseurs : le principal, Lee Cooper, acquiert 75 % du capital.

## Historique

### Naissance de l'enseigne
En 1971, des entrepreneurs français spécialisés dans la mode décident de travailler sur une nouvelle tendance, le pantalon pour les femmes. Grâce à un certain succès, la gamme s'élargit en proposant du prêt-à-porter féminin pour les 15-25 ans. Ainsi, le premier magasin « Pimckie » (pas encore « Pimkie ») ouvre dans le centre-ville de Lille.
Dans les années 1980, Pimckie devient Pimkie.

### Croissance et internationalisation
À la fin des années 1980, Pimkie s'est implantée dans toute la France avec une centaine de magasins. Rencontrant un certain succès, l'enseigne se développe à l'étranger pendant une vingtaine d'années : en 2018, elle compte 716 magasins dans trente pays, un siège international en France, cinq bureaux d'achat-sourcing (Maroc, Tunisie, Turquie, Chine dont Hong Kong), un dépôt fédéral en Allemagne et cinq dépôts de distribution en Europe.
L'entreprise commence à connaître des difficultés à partir de fin 2009 : après une proposition d'accord portant sur un nombre indéterminé de ruptures conventionnelles en France, suivie de la suppression de 208 postes, les filiales belge et suisse sont déclarées en faillite, respectivement en mars 2021 par le tribunal de Tournai, et en décembre 2021,.

### Rachat par Lee Cooper, Salih Halassi et Ibisler Tekstil
En octobre 2022, Pimkie est vendue par AFM à Pimkinvest, un consortium composé de trois investisseurs : le principal est l'enseigne anglaise Lee Cooper — elle-même filiale du groupe américain Iconix Brand Group —, qui acquiert 75 % du capital. Les deux repreneurs minoritaires sont Salih Halassi (via la société Amoniss) (15 %), repreneur de Kindy et Mariner, et le groupe turc İbişler Tekstil,,.
Le 29 mars 2023, via un communiqué, Pimkie annonce la fermeture de 64 magasins sur une période de quatre ans, entraînant la suppression de 257 postes. L'enseigne déclare : « (…) des leviers pour réduire le nombre de fermetures seront étudiés avec attention, à chaque fois que cela sera possible, notamment aux côtés des partenaires bailleurs de Pimkie ».

### Difficultés financières
Après deux plans sociaux (mars 2023 et janvier 2024) l'enseigne Pimkie a été placée en procédure de sauvegarde en mai 2024. Le 30 octobre 2024 le tribunal de commerce de Lille Métropole accorde un plan de continuation de deux ans et Salih Halassi devient l'unique actionnaire de Pimkie.

### Chronologie
- 1971 : création de l'enseigne ;
- 1988 : Pimkie s'implante à l'étranger, ouverture du 1er magasin en Allemagne, à Heidelberg ;
- 1990 : ouverture du 1er magasin en Espagne, à Séville ;
- 1994 : ouverture du 1er magasin en Italie, à Turin ;
- 2006 : Pimkie lance son site de vente en ligne français et compte 699 magasins dans seize pays ;
- 2007 : Pimkie développe sa collection internationale et élargit sa présence à l'étranger (au Moyen-Orient et en Europe de l'Est) ;
- 2009 : Pimkie affine son projet : « être la marque préférée des jeunes européennes de 20 ans » ;
- 2011 : Pimkie lance ses sites marchands espagnol et italien ;
- 2014 : Pimkie compte 693 magasins dans 28 pays ;
- 2017 : lors du comité d'entreprise du 19 décembre est annoncé la volonté de signer un accord de rupture conventionnelle sans préciser le nombre d'emplois concernés ;
- 2018 : le déficit constaté impose la fermeture de certains magasins et la suppression de 208 postes en France ;
- 2021 : faillite de la filiale belge ;
- 2021 : la filiale suisse est déclarée en faillite le 17 décembre. Tout le personnel est licencié sans versement du salaire de décembre.
- 2023 : annonce de la fermeture, sur quatre ans, de 64 magasins en France[14]. 23 boutiques en propre ferment en France[13].
- 2024 : Pimkie compte 196 boutiques gérées en propre en France, ainsi que 80 boutiques en franchise et 71 boutiques à l'étranger[13].

### Identité visuelle (logo)

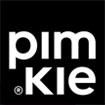
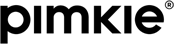